# Грб општине Ариље
На штиту је насликан крст Светог Ахилија, заштитника овог града. Плаво рудо представља две реке које теку кроз град, Рзав и Моравицу. Држачи грба су краљ Стефан Урош Драгутин (канонизован као Свети Теохрист, погигао цркву у Ариљу) који држи стару ариљску цркву, и свети Ахилије. На барјацима су застава Србије и градска застава.

### Употреба
Грб је у употреби од 1998. године.